# Libelo de sangre

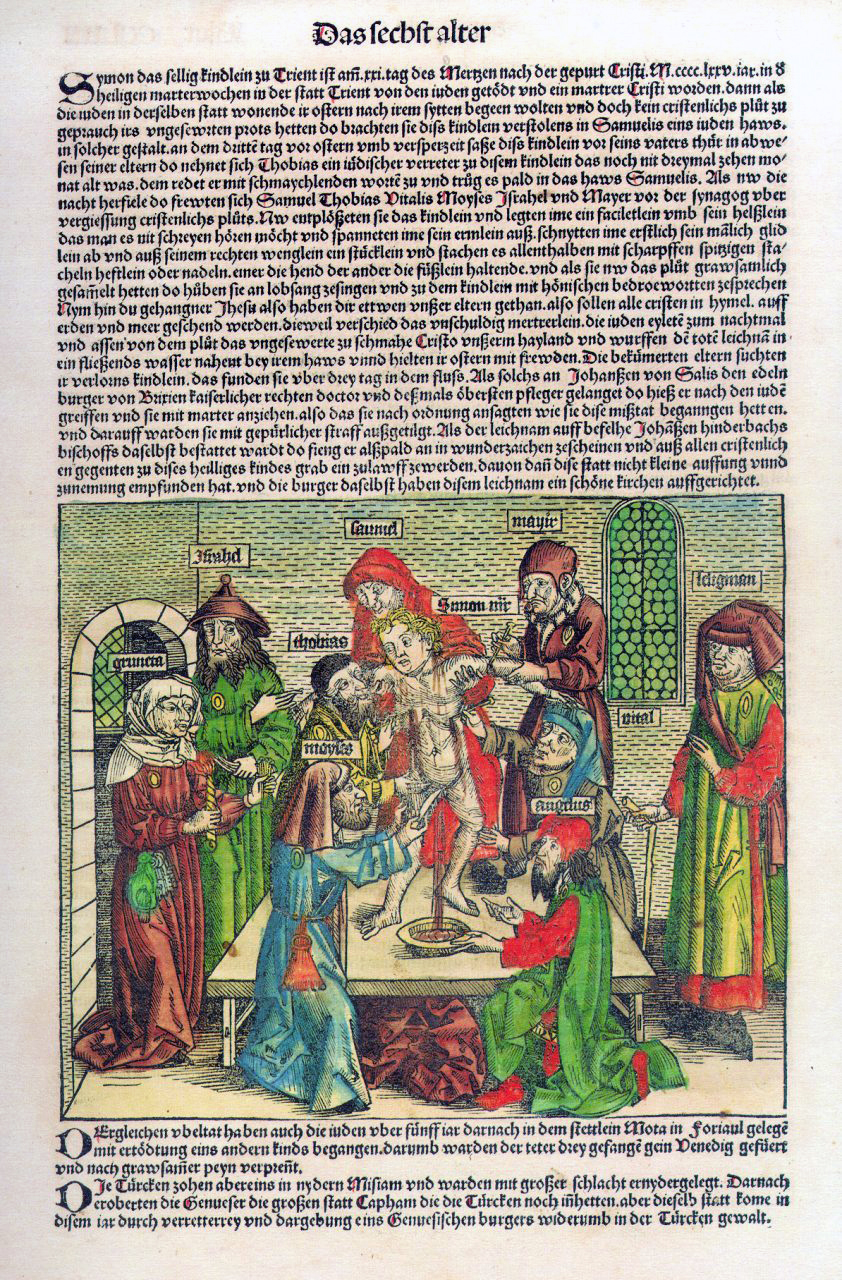
La leyenda del asesinato ritual de Simón de Trento (1475), según las Crónicas de Núremberg de Hartmann Schedel (Alemania, 1493).

Los libelos de sangre o calumnias de la sangre son alegatos antisemitas por los que se acusa falsamente a los judíos de asesinar a niños cristianos (u otros gentiles) para utilizar su sangre en la realización de rituales religiosos. Estas acusaciones calumniosas tienen su origen en la Europa bajomedieval. Por regla general, los libelos de sangre culpabilizaban a los judíos de realizar una recreación de la muerte de Cristo sacrificando a niños cristianos en la festividad de Pésaj.

## Descripción de los presuntos rituales
En general, la descripción del proceso es similar a la siguiente: un niño no judío, normalmente un muchacho que todavía no ha alcanzado la pubertad, es secuestrado o a veces comprado y ocultado en la casa de un miembro prominente de la comunidad judía, una sinagoga, un sótano, etc. donde se le pueda mantener escondido hasta el momento de su sacrificio. Los preparativos suelen incluir una reunión de miembros de la comunidad judía y la construcción o selección de los instrumentos de tortura y ejecución.
En el momento del sacrificio, habitualmente de noche, la multitud se reúne en el lugar de la ejecución (en algunos relatos la sinagoga misma) y se organiza una farsa en la que se enjuicia al niño. El niño será presentado ante el tribunal, en ocasiones desnudo y atado. Durante este "juicio", además de insultos y burlas, se le someterá a torturas, tales como cortes, mutilaciones (incluyendo la circuncisión), pinchazos con agujas, golpes, estrangulación y latigazos. Finalmente es condenado a muerte.
Al final, la víctima medio muerta será coronada con espinos y atada o clavada a una cruz de madera. La cruz será elevada para que la sangre que cae de las heridas, particularmente las de las manos, pies y genitales, sea recogida en contenedores adecuados.
Por último, el niño será asesinado con un golpe de lanza, espada o puñal en el corazón. El cuerpo sin vida será bajado de la cruz y enterrado en un sitio oculto. En algunos casos se relata que el cuerpo servirá para rituales de magia negra.
Esta historia, con sus variantes, se puede encontrar en todas las historias de asesinatos rituales realizados por judíos. Las historias más antiguas describen solamente la tortura y la agonía de la víctima y sugieren que la muerte del niño era el único fin del ritual. Con el tiempo y la proliferación de los libelos, el foco se desplazó a la supuesta necesidad de recoger la sangre de las víctimas para propósitos místicos.

## Creencias judías en cuanto a la sangre y los sacrificios
Las descripciones de torturas y sacrificios humanos de los libelos de sangre son contrarias a muchas de las enseñanzas del judaísmo.
La más obvia, los Diez Mandamientos de la Torá judía, donde se prohíbe el asesinato. Además, el uso de sangre (humana o de otro tipo) en la cocina está prohibido expresamente por el Kashrut (las leyes sobre la comida kosher). La sangre y otros fluidos humanos son impuros (según el Libro del Levítico, 15). La sangre de animales sacrificados no puede ser consumida y tiene que ser extraída del animal y enterrada (Levítico, 17:12-13). De acuerdo con el Levítico, la sangre de los animales sacrificados solo puede ser colocada en el Gran Templo de Salomón en Jerusalén, que ya no existía en la época de los libelos.
Mientras que los sacrificios animales eran parte de las prácticas del judaísmo, el Tanaj (Antiguo testamento) y las enseñanzas del Halajá señalan el sacrificio humano como uno de los males que separa a los paganos de Canaán de los hebreos (Deuteronomio, 12:31; y Segundo libro de los reyes, 16:3). De hecho, la limpieza ritual para los sacerdotes prohibía incluso estar en la misma habitación que un cadáver (Levítico, 21:11).

## Casos famosos
Ha habido muchos casos de libelos de sangre y juicios a judíos desde el siglo XII hasta nuestros días. Leyendas similares sobre niños martirizados se han repetido en toda Europa, pudiéndose contar 6 casos en el siglo XII, 15 en el XIII, 10 en el XIV, 16 en el XV, 13 en el XVI, 8 en el XVII, 15 en el XVIII y 39 en el XIX.
A continuación se presenta una selección de los más importantes.

### Antigüedad clásica
Existen dos relatos de esta época que se relacionaron, posteriormente, con las historias medievales sobre este asunto. El primer caso conocido de libelo de sangre contra los judíos es del autor griego Apión (siglo I. d. C.), quien afirmaba que los judíos sacrificaban en su templo a víctimas griegas. Esta acusación ha llegado a nuestros días, precisamente, por la refutación que de la misma realizó Flavio Josefo en su obra Contra Apión. Apión decía que cuando Antíoco Epífanes visitó el templo de Jerusalén, encontró a un cautivo griego que le dijo que estaba siendo engordado para ser sacrificado. Cada año, aseguraba Apión, los judíos martirizaban a un griego y se lo comían, mientras juraban odio eterno a los de su etnia. Apión repite probablemente una historia que ya circulaba con anterioridad, pues afirmaciones semejantes habían sido hechas en el siglo I a. C. por Posidonio y Molón de Rodas.
El segundo relato hace referencia al asesinato de un chico cristiano por un grupo de jóvenes judíos. Sócrates de Constantinopla refirió que algunos judíos, que estaban divirtiéndose y bebiendo alcohol, ataron a un niño cristiano a una cruz para burlarse de la muerte de Cristo y que lo azotaron hasta matarlo.

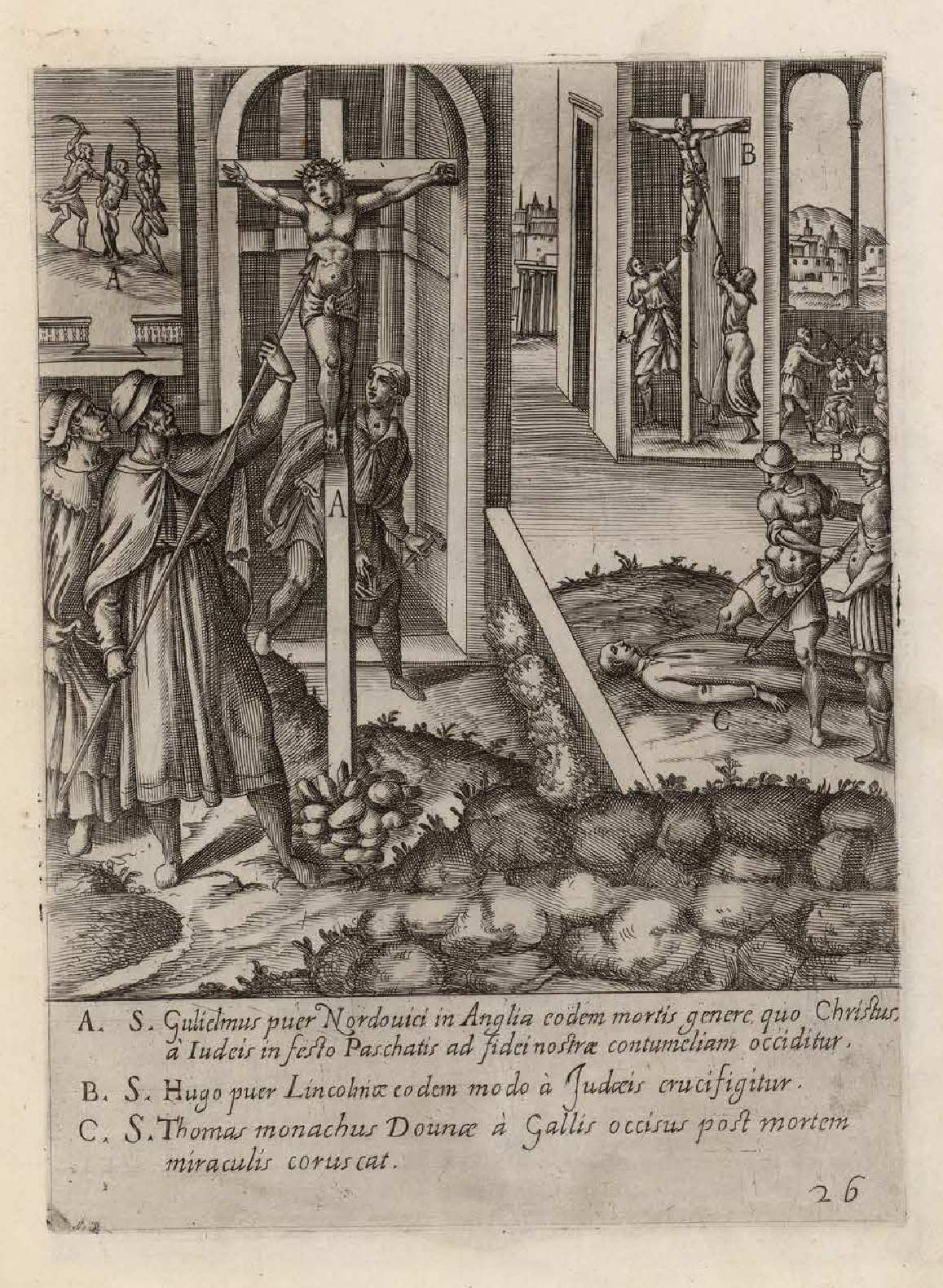
Guillermo de Norwich y Hugo de Lincoln, grabado de reproducción de Giovanni Battista de' Cavalieri de los frescos de Niccolò Circignani en la capilla del Venerable Colegio Inglés de Roma, 1584.

### Inglaterra (1144)
El 20 de marzo de 1144, Sábado Santo, se registra el primer libelo de sangre de Europa contra los judíos. La comunidad judía de Norwich fue acusada de asesinato ritual después de que ese día se encontrara el cadáver del niño Guillermo de Norwich (1132-1144) con diversas heridas de puñal. Guillermo llegó a alcanzar el grado de mártir católico.[cita requerida] Posterior es el caso semejante del santo niño Hugo de Lincoln (1255).
En 1189, la delegación judía que participaba en la coronación de Ricardo Corazón de León fue atacada por la multitud. El 6 de febrero de 1190 hubo un pogromo en Norwich y todos los judíos de esta villa fueron matados en sus casas, a excepción de unos pocos que se refugiaron en el castillo. En 1290, los judíos fueron expulsados de Inglaterra y no se les permitió regresar hasta 1655.

### Francia (1179)

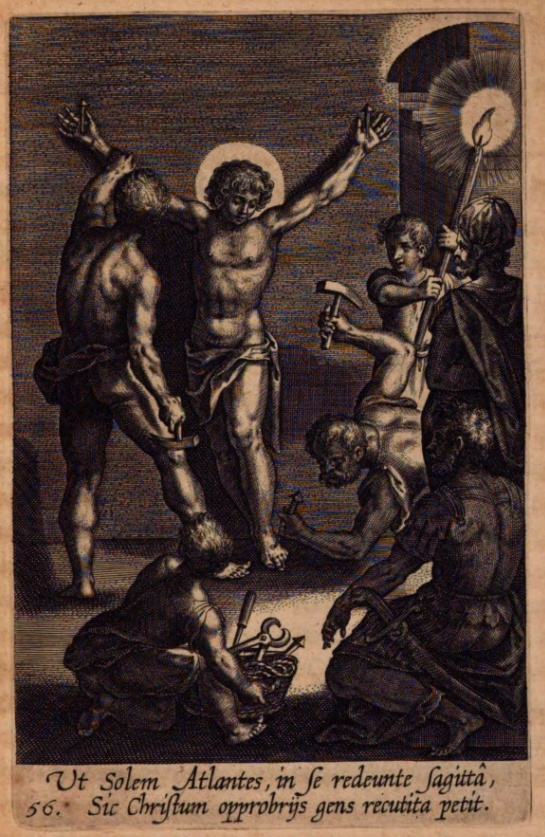
Saint Richard de Pontoise-Ricardus Gallus. Pedro de Bivero: Sacrum sanctuarium crucis et patientiae crucifixorum et cruciferorum, emblematicis imaginibus laborantium et aegrotantium ornatum..., Amberes, Baltasar Moreto, 1634. Ejemplar de la Universidad Complutense de Madrid.

El segundo caso en la Europa del medievo se dio en Francia, localizándose en la Pascua de 1179 o 1180 en París, donde un niño de doce años, canonizado como san Richard de Pontoise o de París, cuya fiesta se celebra el 25 de marzo, habría sido secuestrado en su casa por los judíos y conducido a una cueva. Interrogado entre blasfemias y amenazas por el jefe de la sinagoga, el niño hizo profesión de fe cristiana por lo que fue desnudado, flagelado y crucificado, haciéndole padecer iguales torturas a las sufridas por Cristo. Enterrado en un lugar llamado Petits-Champs, los milagros que en él se obraban hicieron que los parisinos erigiesen sobre su tumba la iglesia del que sería Cementerio de los Santos Inocentes.

### Bélgica (hacia 1250)
Un antiguo libelo de sangre aparece en Bonum universale de Apibus ii. 29, § 23, de Tomás de Cantimpré (un monasterio cerca de Cambray). Tomás de Cantimpré escribió: «Es casi seguro que los judíos de todas las provincias deciden anualmente a suertes qué congregación o ciudad debe enviar sangre cristiana a las otras congregaciones».
Tomás de Cantimpré también creía que desde el momento en que los judíos gritaron a Poncio Pilatos, «que su sangre caiga sobre nosotros y sobre nuestros hijos» (Evangelio de Mateo, 27:25), han sufrido hemorragias: 

Un judío muy erudito nos informa que uno que tenía la fama de profeta, hacia el final de su vida, hizo la siguiente predicción: «Ten por seguro que el alivio de esta dolencia secreta a la que estás expuesto sólo puede obtenerse con sangre cristiana [solo sanguine Christiano]». Esta sugerencia fue seguida por los siempre ciegos e impíos judíos, que han instituido la costumbre de derramar sangre cristiana en cada provincia, para que puedan recuperarse de su enfermedad.
Tomás de Cantimpré

Tomás de Cantimpré añade que los judíos han entendido mal las palabras de su profeta, quien con la expresión «solo sanguine Christiano» no se refería a la sangre de un cristiano, sino a la de Jesucristo, el único remedio para todos los males espirituales y físicos.
Tomás de Cantimpré no menciona el nombre del judío muy erudito, pero podría haberse tratado de Nicholas Donin de La Rochelle, que en 1240 tuvo una disputa sobre el Talmud con Jehiel de París y que en 1242 provocó la quema de numerosos manuscritos talmúdicos en París. Se sabe que Tomás de Cantimpré conocía personalmente a Nicolás Donin.

### España (1250 - 1491)
Ya en la Edad Media, las Siete Partidas se hacen eco de esta creencia popular contra los judíos:

Et porque oyemos decir que en algunos lugares los judíos ficieron et facen el día del Viernes Santo remembranza de la pasión de Nuestro Señor Jesucristo en manera de escarnio, furtando los niños et poniéndolos en la cruz, o faciendo imágenes de cera et crucificándolas cuando los niños non pueden haber, mandamos que, si fama fuere daquí adelante que en algún lugar de nuestro señorío tal cosa sea fecha, si se pudiere averiguar, que todos aquellos que se acercaren en aquel fecho, que sean presos et recabdados et aduchos ante el rey; et después que el sopiera la verdad, débelos matar muy haviltadamente, quantos quier que sean.
Alfonso X el Sabio, Partidas, VII, XXIV, ley 2

En un libro publicado en 1449 por el fraile converso Alonso de Espina, Fortalitium Fidei. Contra judíos, sarracenos y otros enemigos de la fe cristiana, muestra una larga lista de crímenes atribuidos a los judíos. Aparecen varios relatos de crucifixiones infantiles, todos ellos dados por ciertos.
Se tenía por cierto que varios episodios semejantes se habían producido en España. Uno de los más conocidos fue la supuesta crucifixión del niño Santo Dominguito del Val (Zaragoza), siglo XIII, al cual los zaragozanos católicos todavía le rinden culto. Es la primera noticia que se tiene de libelo de sangre en España.
Otro caso notorio fue la supuesta crucifixión del niño de Sepúlveda, en 1468. Esta última se saldó no solo con la ejecución de dieciséis judíos hallados culpables del crimen, sino con el asalto popular a la aljama de Sepúlveda, que se cobró varias víctimas más.
Finalmente, el martirio del Santo Niño de la Guardia, sin nombre ni cadáver ni constancia de los hechos en el momento en que presuntamente sucedieron, fue explotado por la Inquisición para contribuir a crear un ambiente favorable a la inminente expulsión de los judíos de España.

### Inglaterra (1255)
El caso de san Hugh de Lincoln es mencionado por Chaucer en sus Cuentos de Canterbury, y como consecuencia se ha hecho famoso.
Un niño de ocho años, de nombre Hugh, hijo de Beatrice, desapareció en Lincoln el 31 de julio de 1255. El 29 de agosto se descubrió su cuerpo cubierto de suciedad en un pozo perteneciente a un judío llamado Copin o Koppin. El juez John de Lexington, que se encontraba en la zona, le prometió salvarle la vida y Copin confesó que el niño había sido crucificado por los judíos que se habían reunido en Lincoln para ese propósito. Enrique III de Inglaterra llegó cinco semanas más tarde a Lincoln y se negó a cumplir la promesa, por lo que Copin fue ejecutado y 91 judíos de la ciudad fueron apresados y enviados a Londres, donde 18 fueron ajusticiados. El resto fue perdonado por la intercesión de los franciscanos.
Se mencionó que el cadáver del niño, una vez bajado de la cruz, fue utilizado para la realización de un ritual de adivinación por medio de la interpretación de sus entrañas.

### Alemania (1267)
En Pforzheim, Baden, el cuerpo de una niña de siete años fue encontrado en el río por unos pescadores. Se tuvo sospechas de los judíos y cuando fueron llevados a ver el cadáver, el cuerpo empezó a sangrar por las heridas; cuando se les llevó por segunda vez, la cara de la niña se sonrojó y alzó los brazos. Además de estos milagros, estaba el testimonio de la hija de la «mujer malvada» que había vendido la niña a los judíos.
Se efectuó una investigación judicial. El que judíos fueron ajusticiados como consecuencia de la acusación parece claro por la forma en que relatan la historia el Memorbuch de Núremberg y los poemas de la sinagoga que se refieren al hecho.

### Alsacia (1270)
En Weissenburg, un único milagro decidió los cargos contra los judíos. De acuerdo con la acusación, los judíos habían colgado a un niño (cuyo cuerpo fue hallado en el río Lauter) por los pies y habían abierto todas las arterias del cuerpo para obtener toda la sangre. De nuevo, se hicieron afirmaciones sobrenaturales: las heridas del niño sangraron durante cinco días, a pesar del tratamiento.

### Alemania (1286)
En Oberwesel fueron de nuevo «milagros» la única evidencia contra los judíos. El cuerpo de un tal Werner de 16 años parece que fue flotando contracorriente en el Rin hasta Bacharach, emitiendo una radiación y siendo investido con poderes curativos. Como consecuencia los judíos de Oberwesel y de muchas otras localidades cercanas fueron perseguidos con severidad durante los años 1286 a 1289. El emperador Rodolfo I, a quien los judíos apelaron para obtener protección, hizo una proclama afirmando que un gran mal se había hecho a los judíos y el cuerpo de Werner debería ser incinerado y sus cenizas esparcidas al viento, pero la orden fue desatendida y en su lugar se alzaron capillas en Oberwesel y en Bacharach, en el lugar donde se decía que el cuerpo había sido encontrado, que resultaría destruida en el curso de la guerra del Palatinado en 1689, cuando también se perdieron las reliquias.

### Suiza (principios delsigloXV)
En su Crónica de 1423, Konrad Justinger afirma que en Berna en 1294 los judíos habían torturado y asesinado a un niño llamado Rudolph. La imposibilidad histórica del hecho fue demostrada en 1888 por Jakob Stammler, pastor de Berna.

### Tirol (1462)
En Rinn, cerca de Innsbruck, un niño llamado Andreas Oxner (también conocido como Anderl von Rinn) se dijo que había sido comprado y luego asesinado cruelmente por mercaderes judíos en un bosque cercano a la ciudad. La sangre habría sido cuidadosamente recogida en jarras.
La acusación de extraer sangre (sin el asesinato) no fue hecha hasta comienzos del siglo XVII, cuando se inició el culto. Las inscripciones más antiguas de la iglesia de Rinn, de 1575, están distorsionadas por adornos fabulosos, como, por ejemplo, que el dinero pagado por el niño a su padrino se convirtió más tarde en hojas de árbol y que un lirio creció sobre su tumba. El culto continuó hasta que fue oficialmente prohibido en 1994 por el obispo de Innsbruck.

### Trentino (1475)
Simón de Trento, de dos años, desapareció y su padre acusó a la comunidad judía local de haberlo secuestrado y asesinado. Quince judíos de la localidad fueron condenados a muerte y quemados. Simón fue considerado un santo más tarde y fue canonizado por el papa Sixto V en 1588. Su santidad fue revocada en 1965 por el papa Pablo VI, aunque su asesinato aún es tomado como cierto por algunos extremistas.

### España (1491)
De acuerdo con la historia del Santo Niño de La Guardia, un niño cristiano fue secuestrado y llevado a una cueva o jardín oculto en la ciudad de La Guardia (Toledo), en donde fue sometido a un proceso que imitaba el juicio de Jesucristo. En la historia se indica en que el objetivo del asesinato era "obtener el corazón de un niño cristiano crucificado" y de una hostia consagrada para realizar un ritual de magia que produjera el enloquecimiento de los miembros del tribunal de la Inquisición. La iconografía de este martirio muestra el momento en el que uno de los judíos le entrega el corazón del niño crucificado a otro de los ejecutores.
Fueron ejecutadas cinco personas. El niño fue canonizado por el papa Pío VII en 1805. Durante el siglo XVI se desarrolló una leyenda hagiográfica acerca del Santo Niño, cuyo culto, anclado en el medievo, continúa celebrándose a día de hoy con fervor en La Guardia, localidad de la que es santo patrono católico.

### Hungría (1494)
En un caso en Tyrnau (Nagyszombat, actualmente Trnava en Eslovaquia), la imposibilidad de las confesiones obtenidas bajo tortura de mujeres y niños muestra que los acusados preferían la muerte como medida para evadir la tortura. Admitieron todo lo que se les preguntó. Incluso dijeron que los hombres judíos menstruaban y que luego bebían sangre cristiana como remedio.

### Hungría (1529)
En Bösing (Bazin, actualmente Pezinok en Eslovaquia) se acusó a los judíos de haber desangrado hasta la muerte a un niño de nueve años, tras sufrir una cruel tortura. Una treintena de judíos confesó el crimen y fueron quemados públicamente. Los hechos reales fueron desvelados más tarde, cuando el niño fue encontrado vivo en Viena. Había sido secuestrado por el acusador, el conde Wolf de Bazin, para deshacerse de sus acreedores judíos en Bazin.

### Rodas (1840)
En la isla de Rodas (entonces perteneciente al Imperio Otomano) en 1840, la comunidad ortodoxa acusó a los judíos de la isla del asesinato ritual de un joven cristiano. Varios judíos confesarían después de ser torturados, mientras que pocos meses después se rechazaría esta acusación.

### Siria (1840)
El affair de Damasco: en febrero, en Damasco, un monje católico, llamado padre Tomás, y su sirviente fueron asesinados. En este caso también se obtuvieron confesiones después de torturar a los acusados.

### Hungría (1882)
En el libelo de sangre de Tiszaeszlár, los judíos de la ciudad de Tiszaeszlár fueron acusados del asesinato ritual de una niña cristiana de 14 años, Eszter Solymosi. El caso fue una de las principales razones de que aumentara el antisemitismo en el país. Los acusados fueron finalmente declarados inocentes.

### Bohemia (1899)
El caso Hilsner: Leopold Hilsner, un vagabundo judío, fue acusado de haber degollado a una mujer cristiana de 19 años, Anežka Hrůzová. Hilsner fue hallado culpable y sentenciado a muerte. Más tarde se le acusó de otro asesinato no resuelto, sin relación con el anterior, en el que la víctima también era una mujer cristiana. En 1901 se conmutó la sentencia a cadena perpetua. Tomáš Masaryk, un famoso profesor de filosofía austrohúngaro y futuro presidente de Checoslovaquia, fue la punta de lanza de la defensa de Hilsner. Más tarde, la prensa checa se lo echaría en cara. En marzo de 1918, Hilsner obtuvo el perdón del emperador Carlos I de Austria-Hungría.

### Rusia (1911)
El juicio de Beilis: en Kiev, el jefe de una fábrica, Mendel Beilis, fue acusado de haber asesinado a un niño cristiano y de usar su sangre para hacer pan ácimo. Fue declarado inocente por un jurado formado íntegramente por cristianos tras un juicio espectacular en 1913.

### Polonia (1946)
El pogromo de Kielce contra los supervivientes del Holocausto en Polonia fue iniciado por una acusación de libelo de sangre.

## Libelos modernos

### En países árabes y musulmanes
Las historias sobre libelos de sangre han aparecido en algunos medios de comunicación de países árabes y musulmanes. Libros promoviendo el mito del libelo de sangre judío no son raros.
- The Matzah of Zion (‘el matzá [pan de Pascua sin levadura] de Sion’) es un libro escrito por el ministro de Defensa sirio, Mustafá Tlass, en 1983. El libro se centra en dos temas: el asesinato del padre Toma en Damasco en 1840 y los Protocolos de los Sabios de Sion. El 21 de octubre de 2002, el periódico árabe publicado en Londres Al-Hayat comentaba que el libro estaba en su octava edición y estaba siendo traducido al inglés, el francés y el italiano.

- En 2001 una compañía de cine egipcia produjo una película llamada Jinete sin caballo (Horseman without a horse), basado en parte en el libro de Mustafá Tlass.

- Varios servicios del gobierno sirio, tales como la dirección de la policía de Damasco, el Departamento de Antigüedades y Museos, el Ministerio de Seguridad y el Ministerio de Cultura, crearon una serie de televisión antisemita llamada Ash-Shatat (La diáspora). La serie se estrenó en Siria y en Líbano a finales de 2003 y se emitió en Al-Manar, una cadena de televisión por satélite que pertenece a Hezbolá. La serie está basada en los Protocolos de los Sabios de Sion y muestra a los judíos en una conspiración para dominar el mundo, además de presentarlos como asesinos de niños cristianos, a los que extraen la sangre para hacer pan ácimo. La serie también fue emitida en Jordania en octubre de 2005 en la cadena por satélite Al-Mamnou. Tras las quejas al gobierno jordano por parte de organizaciones judías norteamericanas, el gobierno jordano hizo que la cadena de televisión eliminara la serie.

- Algunos escritores árabes han condenado el libelo de sangre. El periódico egipcio Al-Ahram publicó una serie de artículos de Osam Al-Baz, un asesor del presidente Hosni Mubarak. Entre otras cosas, Osam Al-Baz explicaba los orígenes del libelo de sangre contra los judíos. Afirma que los árabes y musulmanes no han sido nunca antisemitas como grupo, pero admite que unos pocos escritores y figuras de los medios de comunicación árabes atacan a los judíos «basándose en falacias racistas y mitos originados en Europa». Recomienda a la gente que no sucumba ante los mitos, como el libelo de sangre.[24]

- El 20 de diciembre de 2005, en una discusión con un analista político iraní emitida por la cadena de televisión iraní Jaam-e Jam 2, el autor del libro The History of the jews (‘la historia de los judíos’) que trabaja para el Tehran Times, Dr. Hasan Hanizadeh, afirma:

Desafortunadamente, Occidente ha olvidado dos incidentes horribles realizados por los judíos en la Europa del siglo XIX ―en París y Londres, para ser más concretos―. En 1883, unos 150 niños franceses fueron asesinados de formas horribles en los suburbios de París, justo antes de la festividad de la Pascua judía. Investigaciones posteriores mostraron que los judíos los habían asesinado y tomado su sangre... Un incidente similar ocurrió en Londres, cuando muchos niños ingleses fueron asesinados por rabinos judíos.
Dr. Hasan Hanizadeh, historiador iraní

### En Rusia
A principios de enero de 2005, unos 20 miembros de la Duma rusa hicieron público un libelo de sangre contra los judíos. Se dirigieron a la oficina del fiscal general y exigieron que Rusia «prohibiera todas las organizaciones judías». Acusaron a los grupos judíos de ser extremistas, «anticristianos e inhumanos, cuyas prácticas se extendían incluso a los asesinatos rituales». Aludiendo a decisiones judiciales antisemitas anteriores, que acusaban a los judíos de asesinatos rituales, escribieron que «muchos hechos cometidos por extremistas religiosos han sido probados por los tribunales». Las acusaciones incluían los típicos tópicos antisemitas, como «todo el mundo democrático está actualmente bajo el poder financiero y político de la internacional judía. Y no queremos que Rusia esté entre esos países no libres».
Esta petición fue publicada en forma de una carta abierta al fiscal general en el periódico Rus Pravoslávnaya (‘Rusia ortodoxa’). El grupo estaba compuesto por el ultranacionalista Partido Liberal Democrático de Rusia, el Partido Comunista de la Federación Rusa y el nacionalista Rodina (Unión Patriótica Nacional de la Madre Patria), con unos 500 partidarios. Entre los partidarios figuraban editores y periodistas de periódicos nacionalistas. A finales del mes, el grupo recibió fuertes críticas y se retractó en su demanda.

## Posición de la Iglesia Católica
Ha variado la actitud de la Iglesia católica hacia estas acusaciones y el culto de niños supuestamente asesinados por judíos. En algunas épocas se ha opuesto a ellas, pero en general ha hecho poco por parar el culto y en algunos casos los ha aprobado de manera explícita.
El papa Benedicto XIV permitió que se continuara con el culto de Anderl von Rinn de forma local, pero rechazó que se lo elevara a santo. Por otra parte, el papa Gregorio X hizo pública una carta rechazando las acusaciones del libelo de sangre.